# Norman Uprichard
William Norman McCourt Uprichard (ur. 20 kwietnia 1928 w Lurgan, zm. 31 stycznia 2011) – północnoirlandzki piłkarz występujący na pozycji bramkarza.

## Kariera klubowa
W swojej karierze Uprichard reprezentował barwy zespołów Glenavon, Lisburn Distillery, Arsenal, Swindon Town, Portsmouth, Southend United, Hastings United oraz Ramsgate Athletic.

## Kariera reprezentacyjna
W reprezentacji Irlandii Północnej Uprichard zadebiutował 6 października 1951 w przegranym 0:3 pojedynku British Home Championship ze Szkocją. W 1958 roku został powołany do kadry na mistrzostwa świata. Zagrał na nich w meczu z Czechosłowacją (2:1), a Irlandia Północna odpadła z turnieju w ćwierćfinale.
W latach 1951–1958 w drużynie narodowej rozegrał 18 spotkań.